# Трипалладийгадолиний
Трипалла̀дийгадоли́ний — бинарное неорганическое соединение, интерметаллид
палладия и гадолиния
с формулой GdPd3,
кристаллы.

## Получение
- Сплавление стехиометрических количеств чистых веществ:

{\displaystyle {\mathsf {3Pd+Gd\ {\xrightarrow {1630^{o}C}}\ GdPd_{3}}}}

## Физические свойства
Трипалладийгадолиний образует кристаллы кубической сингонии, пространственная группа P m3m, параметры ячейки a = 0,40661 нм, Z = 1,
структура типа тримедьзолота AuCu3
.
Соединение конгруэнтно плавится при температуре 1630 °C,
имеет область гомогенности шириной ≈6 ат.%.